# Clark Spur
Il Clark Spur (in lingua inglese: sperone Clark) è uno stretto sperone roccioso antartico, lungo circa 6 km, che forma il fianco esterno della bocca del Ghiacciaio Morris, 11 km a nordovest del Monte Henson; si estende fino alla Barriera di Ross, partendo dalle pendici delle Prince Olav Mountains, catena montuosa che fa parte dei Monti della Regina Maud, in Antartide. 
Fu scoperto e fotografato dalla prima spedizione antartica dell'esploratore polare Byrd (1928–30).
La denominazione è stata assegnata in onore di Arnold Hanson Clark (1904–1976), assistente fisico che passò l'inverno con la spedizione.